# Carmelo Bongiorno
Carmelo Bongiorno (né le 28 juin 1960  à Catane, en Sicile) est un photographe italien contemporain, tout à la fois artiste, photographe professionnel et professeur de photographie, actif depuis le début des années 1980.
Considéré comme l'un des auteurs importants de sa génération, il a au cours de plus de trente années de recherche photographique, publié de nombreux livres, présenté son travail dans des expositions un peu partout à travers le monde, et il enseigne la photographie à l'Académie des beaux-arts de Palerme ou à travers ses ateliers.

## Biographie
Né en Sicile, Carmelo Bongiorno commence à photographier en 1978 en s'intéressant avant tout à son île natale, qu'il photographie en noir et blanc, et avec laquelle il établit une sorte de rapport intime. À partir de 1982, après ses études universitaires, il décide de se consacrer exclusivement à la photographie, et en 1983, il fonde, avec ses amis Carmelo Mangione et Carmelo Nicosia, le groupe d'expérimentation artistique Gruppo Fase et mène une expérimentation artistique sur la base d'une utilisation incorrecte de la technique photographique. Il s'éloigne des canons classiques de la photographie documentaire, pour produire des images très personnelles, dans lesquelles son goût pour le flou, la recherche des lumières particulières du crépuscule, expriment une vision qui ne cherche pas à raconter un territoire ou un événement, mais l'aventure personnelle de l'auteur.
En 1989, son travail est récompensé lors des Rencontres d'Arles par l'attribution du Grand Prix Kodak de la jeune photographie européenne et il publie en 1992 sa première monographie, Luoghi Privati, éditée par le musée de la photographie Ken Damy de Brescia.
En 1993, il participe avec huit autres photographes, parmi lesquels Raymond Depardon, Bernard Descamps, Jean-Pierre Favreau, Max Pam, Jeanloup Sieff, Martine Voyeux à un projet collectif intitulé Les Routes du lait, dans lequel les photographes témoignent dans différents pays à travers le monde (Italie, Niger, Japon, Inde, France (Savoie), Pakistan, Chine, Angleterre) de l'universalité de ce liquide nourricier. Le résultat de cette commande a été exposé à la Bibliothèque nationale à Paris en mai 1994 et publié dans un livre édité par les éditions Contrejour.
En 1997, il publie L'isola intima (Ed. SEI, Turin), un voyage intérieur à travers les lieux de son île natale, qui rassemble des photographies réalisées au cours de sept années (1988-1995) avec une préface de Franco Battiato. Pour ce travail il reçoit, en 1999, le prix Enzo Barbarino, qui récompense un auteur majeur de la « nouvelle photographie italienne. »
En 1998, il expose, dans le cadre du Mois de la Photo à Paris, ses « énigmatiques atmosphères siciliennes », selon l'expression de la journaliste Armelle Canitrot, à l'Institut culturel italien, installé dans l'Hôtel de Galliffet.
En 2000, le Piccolo Teatro di Milano l'invite, en même temps que Wim Wenders, Ugo Mulas et Duane Michals, à présenter une exposition personnelle dans le cadre d'une manifestation intitulée Teatro della Visione. En 2001, il publie Bagliori 1995-2000 chez Federico Motta Editore à Milan, qui accompagne une exposition qui circule à travers l'Italie et en Europe.
En 2002, il est invité par Jean Dieuzaide à présenter à la galerie du Château d'eau à Toulouse une exposition rétrospective de ses photographies sur la Sicile, tirée en grande partie de L'Isola intima, qui donne lieu à la publication d'un catalogue.
La même année, la Triennale de Milan l'invite à exposer dans le cadre de Le Città Invisibili, grande exposition consacrée à Italo Calvino.
En 2003, il expose ses recherches en clair-obscur au Festival Terre d'images à Biarritz.
En 2005, il propose une installation avec de grandes photos sur les vieux murs de Toulouse pour le projet « Désir. » Il figure ensuite, cette même année, parmi les auteurs sélectionnés par la Collection Peggy Guggenheim à Venise pour l'exposition I Maestri della Fotografia ( Les Maîtres de la photographie), exposition commanditée par la Fondation 3M pour célébrer les activités historiques de Lanfranco Colombo (it) et de sa galerie.
En 2006, grâce à une commande publique, il produit et présente ParolaVisioni à la Galerie d'art moderne Le Ciminiere de Catane.
En 2007, l'Assemblée régionale sicilienne fait appel à Carmelo Bongiorno pour célébrer le 60e anniversaire de sa création en 1947. Pour ce projet, il photographie les visages marqués par le temps de soixante-dix hommes et femmes qui avaient 21 ans en 1947 pour raconter ces soixante années de l'histoire de la Sicile à travers les visages, les regards et les sourires de ceux qui ont personnellement vu sa naissance, et qui, peu après la fin de la Seconde Guerre mondiale, ont participé à l'élection du premier parlement sicilien. Neuf de ces images - une pour chaque province - ont été sélectionnées pour la campagne de promotion de la culture et de l'image conçue pour ces célébrations et ont été exposées sur les murs de Palerme et des grandes villes de Sicile.
En 2008, il publie Note di luce. Viaggio nell'anima del Teatro Massimo Bellini, résultat d'un travail photographique d'une année sur le monde de la musique classique et de l'opéra, réalisé grâce à une commande du Teatro Massimo Bellini de Catane, où les photographies ont été exposées.
Son dernier travail publié, en 2010, est Voci dans lequel les images en noir et blanc de Carmelo Bongiorno expriment, de manière encore plus aboutie, une vision poétique, qui va bien au-delà de la surface des choses, pour, par une recherche constante, aller toujours plus « en profondeur. » Dans sa présentation du livre, l'éditeur souligne que « cette expérimentation se traduit par un parcours de solitude, qui, entre la maîtrise de la lumière et l'expression d'un malaise existentiel dans lequel se fondent formes et figures, met l'accent sur l'expérience intérieure de leurs passions et de leurs angoisses. »

## À propos du travail de Carmelo Bongiorno
- « Pour peindre la complexité charnelle du quotidien sicilien, qui mêle l’odeur de l’eucalyptus à celle du mazout et l’ineffable douceur d’une pâtisserie à la pistache aux hurlements des tiffosis devant leur téléviseur, Bongiorno a trouvé un style : celui de l’indécision et du doute. Dans ses photographies, la mise au point n’est pas sur les objets et les lieux, elle est sur la poésie de l’atmosphère, sur le monde intérieur du photographe, et sur la vérité des sentiments éprouvés dans l’intimité d’une île à nulle autre pareille. » (Guy Mandery, L’île et ses images, in Le Monde diplomatique, novembre 1998)

## Expositions

### Expositions personnelles
- 1989 : 
  - Rencontres internationales de la photographie (Espace Van Gogh), Arles
  - Lo Sguardo Mediato, Galerie Il Diaframma-Kodak Cultura, Milan
- 1990 : Lauréats du Grand Prix Kodak de la jeune photographie européenne, Musée de la photographie Ken Damy, Brescia
- 1991 : Luoghi Privati, Musée de la Photographie, Charleroi
- 1992 : 
  - Mai de la photographie, Quimper
  - Luoghi Privati, Musée de la photographie Ken Damy, Brescia
- 1993 : 
  - Lieux privés, Galerie Contrejour, Paris
  - Luoghi Privati, Rosamilia Photogallery, Castel San Giorgio
  - Mai de la photo, Reims
  - Luoghi Privati, galerie Il Diaframma-Kodak Cultura, Milan
- 2002 : Isola intima, Galerie municipale du Château d'eau, Toulouse[2]

### Expositions collectives
- 1983 : Il Possibile e il Parallelo, Catane
- 1984 : Imago, Aci Castello
- 1985 : Expo Arte 85, Bari
- 1985 : Dimensione Immagine, Viterbe
- 1985 : Guardare col corpo, Catane
- 1986 : Gruppo Fase, Rome
- 1986 : Rassegna del Mediterraneo, Florence
- 1987 : Fase 87, Bibliothèque communale, Taormina
- 1988 : Immaginaria, Catane
- 1990 : Grand Prix Kodak de la jeune photographie européenne, Madrid
- 1992 : Photographie italienne, Musée de l'Élysée;, Lausanne
- 1992 : Biennale di Fotografia, San Leucio
- 1992 : L'Été de la Photo, Laon
- 1992 : Photographies contemporaines, Paris
- 1993 : Fotografi Italiani, Galleria d’Arte moderna e contemporanea, Bergame
- 1993 : 7×7 vizi capitali, Milan
- 1993 : Il bacio, Museo casa di Giulietta, Vérone
- 1993 : Les Rencontres, Limoges
- 1993 : izilien in der heutigen Fotografie, Berlin
- 1994 : Les Routes du lait, exposition collective à la Bibliothèque nationale, Paris

## Publications
- 1992 : Luoghi Privati, Musée de la photographie Ken Damy, Brescia
- 1994 : Les Routes du lait : un voyage photographique, catalogue de l'exposition de la Bibliothèque nationale, préface de Michel Tournier Contrejour, Paris  (ISBN 2-85949-158-9)
- 1997 : L'isola intima. Riflessi di un itinerario siciliano Ed. SEI, Turin,  (ISBN 8-80505-776-2)
- 2001 : Bagliori 1995-2000, Federico Motta Editore, Milan,  (ISBN 8-87179-293-9)
- 2008 : Note di luce. Viaggio nell’anima del Teatro Massimo Bellini, Itacalibri edizioni, Castel Bolognese,  (ISBN 8-85260-164-3)
- 2010 : Voci, éditions italienne et française, Postcart, Rome,  (ISBN 8-88679-546-7)

## Collections
Les photographies de Carmelo Bongiorno sont présentes dans de nombreuses collections publiques et privées, et notamment : au cabinet des estampes de la Bibliothèque nationale de France (Paris), à la Galleria civica (it) (Modène), au Musée de la Photographie (Charleroi), au Musée de la photographie Ken Damy (Brescia), au Musée de l'Élysée (Lausanne), à la Galerie d'art moderne et contemporain (it) (Bergame), au Fotografie Forum Frankfurt (Francfort-sur-le-Main), au Literarisches Colloquium (Berlin), à la Galerie du Château d'eau (Toulouse), à la Fotoforum West Galerie (Innsbruck), au Musée de photographie contemporaine (it) (Cinisello Balsamo), à la Pinacothèque de Bari (Bari), à la Fondazione 3M per l'Arte (Milan).